# Лысково
Лы́сково (чув. Лискав) — город (с 1922) в Нижегородской области России.
Административный центр Лысковского муниципального района и муниципального образования (городского поселения) город Лысково. Население — 21 657 человек (2021). Город расположен на правом берегу реки Волги, в 89 км к востоку от Нижнего Новгорода на федеральной автомагистрали М7 «Волга».  

## История
В летописях селение Лысково упоминается с 1410 года, но существовало с XII века (вероятно, как булгарская крепость Сундовит на берегу реки Сундовик).
Нижегородской краевед А. С. Гациский находит первое упоминание о Лыскове в связи со сражением, произошедшим рядом с поселением. После того, как в 1392 году великий московский князь Василий Дмитриевич отобрал у князя Бориса Константиновича Нижегородское княжество, наследники суздальских князей старались вернуть себе княжение, обращаясь за помощью к противникам Москвы. Сын Бориса Константиновича, Даниил Борисович, получив у хана Золотой Орды Зелени-султана (сына Тохтамыша) ярлык на Нижегородское княжество, при помощи великого князя литовского Витовта собрал войско и вместе со своим братом Иваном Тугим-Луком пошёл на Василия Дмитриевича. Встреча с московским войском произошла 15 января 1412 года близ Лыскова. В сражении Даниил Борисович одержал победу и вернул себе Нижний Новгород.
Во времена войн с Казанским ханством в первой половине XVI века в Лыскове (против села) была построена деревянная крепость (острог с 9 дворами крестьянскими) с 10 башнями, которая располагалась на Оленьей горе, по другую сторону от реки Сундовик. Крепость была окружена земляным валом. После присоединения ханства к России крепость потеряла своё значение, а ко второй половине XVII века подверглась окончательному запустению.
Во время похода в Нижний Новгород «для казанского дела» в декабре 1548 года Лысково посещал царь Иван Грозный со своим войском, о чём есть упоминание в так называемой «Башмаковской разрядной книге» (научное описание этого ценного первоисточника было выполнено М. А. Коркуновым в I томе «Известий Императорского археологического общества»; С. 228–231), соответствующий фрагмент из которой приводит исследователь В. В. Вельяминов-Зернов в своей работе.
В Лыскове были двор воевоцкой, съезжая изба, таможня и кружечной двор.
До XVII века село принадлежало к числу дворцовых имений, а затем было подарено царём Алексеем Михайловичем своему воспитателю, боярину Борису Ивановичу Морозову. После смерти бездетного Бориса и его младшего брата Глеба Ивановича Морозова, имением от лица малолетнего сына Глеба управляла вдова, боярыня Морозова. После её ареста имение вернулось к государю.
В период бунтов под предводительством Степана Разина Лысково одним из первых присоединилось к восставшим, встретив его передовые ватаги колокольным звоном с крестным ходом, иконами и песнопениями.
В 1686 году село было подарено выехавшему в Россию сыну картлийского царя Вахтанга V — Арчилу II (Шах-Назар-хану), а после пресечения его рода вновь вернулось в число дворцовых волостей. В 1724 году Пётр I пожаловал Лысково другому выходцу из Закавказья — сыну царя Вахтанга VI — Бакару. Под управлением Багратионов село находилось вплоть до 1852 года, когда в 90-летнем возрасте умер князь Егор Грузинский, сын царевича Александра Бакаровича. После его смерти имение перешло к его дочери и её мужу, графу А. П. Толстому. С 1749 по 1808 годы в селе хранилась одна из важнейших грузинских святынь — крест Святой Нины.
В середине XVII века на противоположном берегу Волги у стен Макарьевского монастыря начинает собираться Макарьевская ярмарка, что не могло не отразиться на характере развития торгово-ремесленных отношений в близлежащем селе Лыскове. После того, как в 1816 году ярмарка была перенесена к Нижнему Новгороду, оставшиеся торговые связи сосредотачиваются в селе. Несмотря на то, что Макарьев по-прежнему значился уездным городом, за исключением городской управы, все административные учреждения стали располагаться в Лыскове.
В 1860 году в селе строится пивоваренный завод, давший начало современному ЗАО «Пивоваренный завод „Лысковский“», известному торговой маркой «Макарий». В 1863 году завод стал собственностью дочери князя Егора Александровича графини Анны Толстой, у которой его затем выкупил купец 1-й гильдии Фёдор Яковлевич Ермолаев, передав затем его своим наследникам.
В 1871 году Лысково насчитывало около 5000 жителей, более 1000 домов и до 140 хлебных амбаров, куда привозили зерно не только из Нижегородской, но также из соседних губерний — Симбирской, Пензенской, Тамбовской и Казанской. В амбарах хранили рожь, овёс, ячмень, пшеницу, а также льняное семя.
До 1920 года Лысково было селом Макарьевского уезда Нижегородской губернии. В силу того, что именно через него проходил Казанский тракт и уездные административные учреждения базировались в Лыскове, в 1920 году центр уезда был переведён в Лысково, а уезд переименован в Лысковский. В 1922 году присвоен статус города. С 1929 года является административным центром Лысковского района.

## Население
| 1897    | 1931    | 1939    | 1959    | 1967    | 1970    | 1979    | 1989    | 1992    |
| ------- | ------- | ------- | ------- | ------- | ------- | ------- | ------- | ------- |
| 8500    | ↘6900   | ↗11 200 | ↗16 167 | ↗18 000 | ↗21 429 | ↗24 335 | ↗25 029 | ↗25 200 |
| 1996    | 1998    | 2001    | 2002    | 2003    | 2005    | 2006    | 2007    | 2008    |
| ↗25 400 | ↗25 500 | ↘25 300 | ↘23 901 | ↘23 900 | ↘23 400 | ↘23 200 | ↘22 900 | ↘22 759 |
| 2009    | 2010    | 2011    | 2012    | 2013    | 2014    | 2015    | 2016    | 2017    |
| ↘22 570 | ↘21 880 | ↘21 836 | ↘21 676 | ↘21 539 | ↘21 414 | ↘21 408 | ↘21 308 | ↘21 293 |
| 2018    | 2019    | 2020    | 2021    |         |         |         |         |         |
| ↗21 321 | ↘21 176 | ↘21 063 | ↗21 657 |         |         |         |         |         |

На 1 января 2025 года по численности населения город находился на 632-м месте из 1124 городов Российской Федерации.

## Инфраструктура
Промышленность города представлена электротехническим заводом (выпускающим автотранспортное оборудование, звуковые сигналы), комбинатом стройматериалов, химкомбинатом, мясокомбинатом, консервным, пивоваренным заводами, мебельной фабрикой, другими предприятиями стройиндустрии и пищевой промышленности.
К социально-культурным объектам следует отнести районный дом культуры, центральную библиотеку, детскую библиотеку, городской парк, физкультурно-оздоровительный комплекс «Олимп», 4 общеобразовательные школы, а также музыкальную и художественную школы.

## Транспорт
Также город обслуживает ООО «Экипаж», которое обеспечивает автобусное сообщение по всему городу и району.
Городские и областные маршруты:
1, 1а, 2а, 5, 6, 7, 101, 102, 103, 104, 105, 106, 108, 110, 111, 113, 114, 510.
Основные модели автобусов — ПАЗ-3205-110 (32050R) и ПАЗ-320402-05 «Вектор».

## Галерея

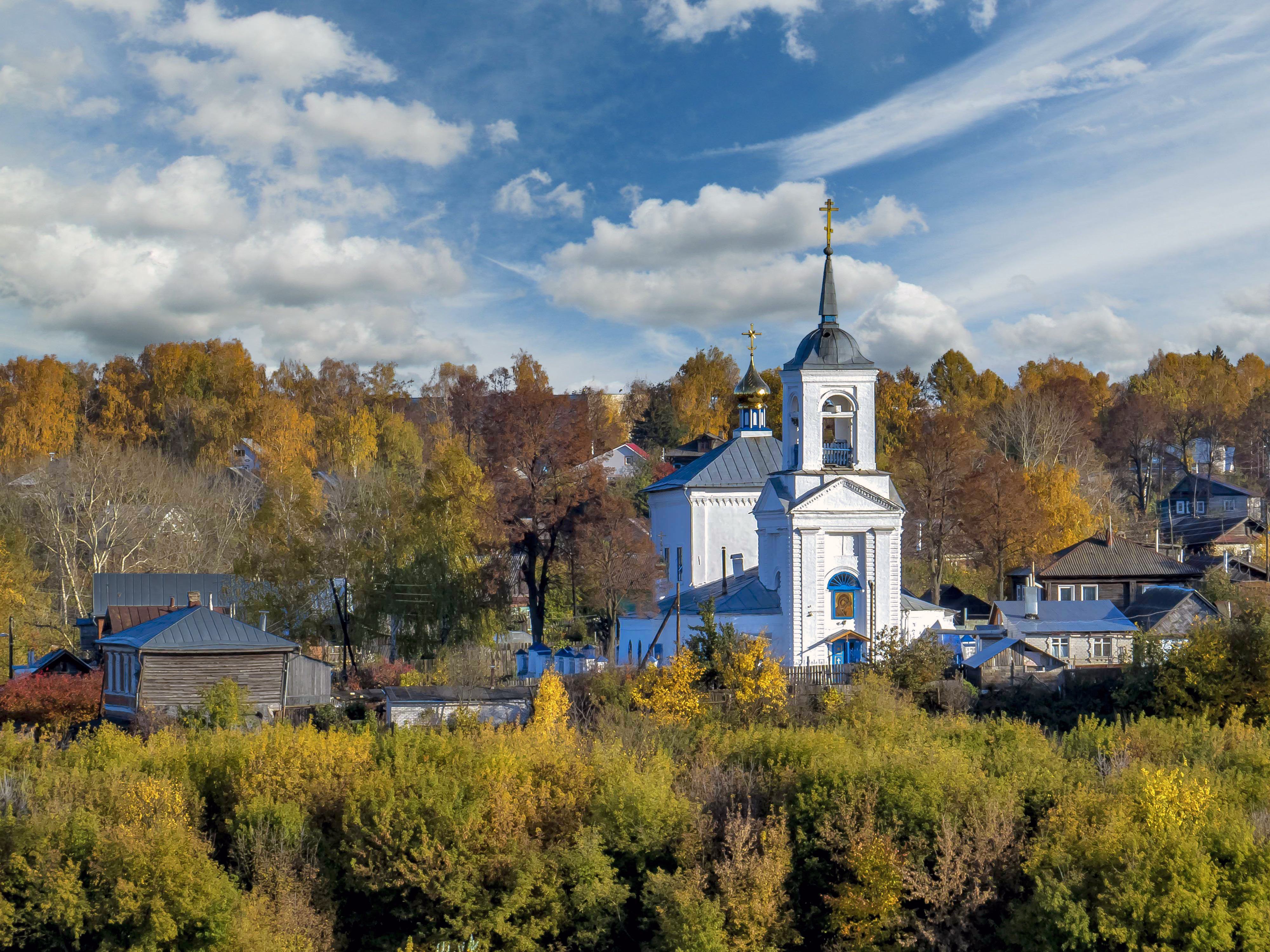
Казанская церковь
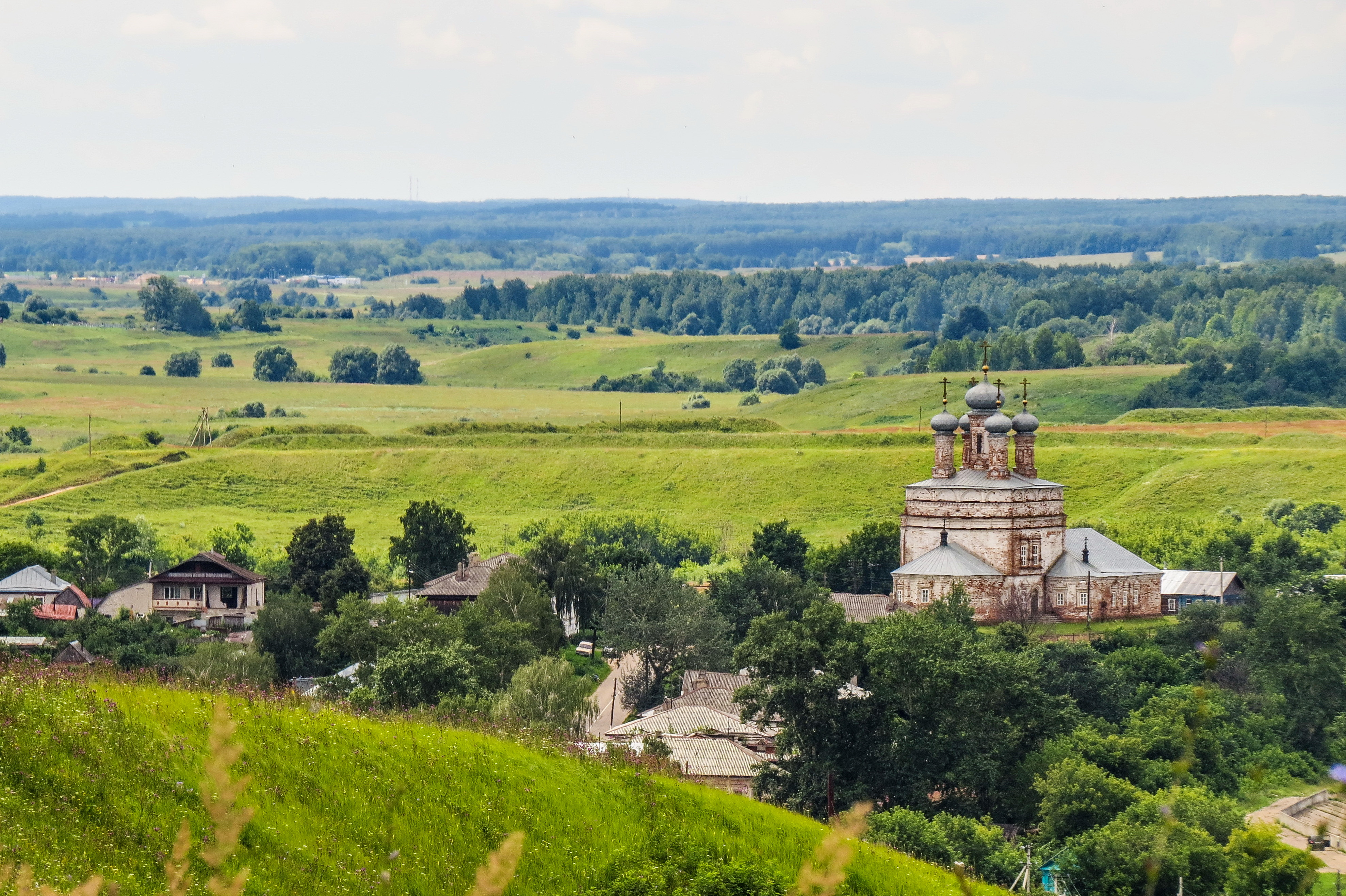
Спасо-Преображенский собор
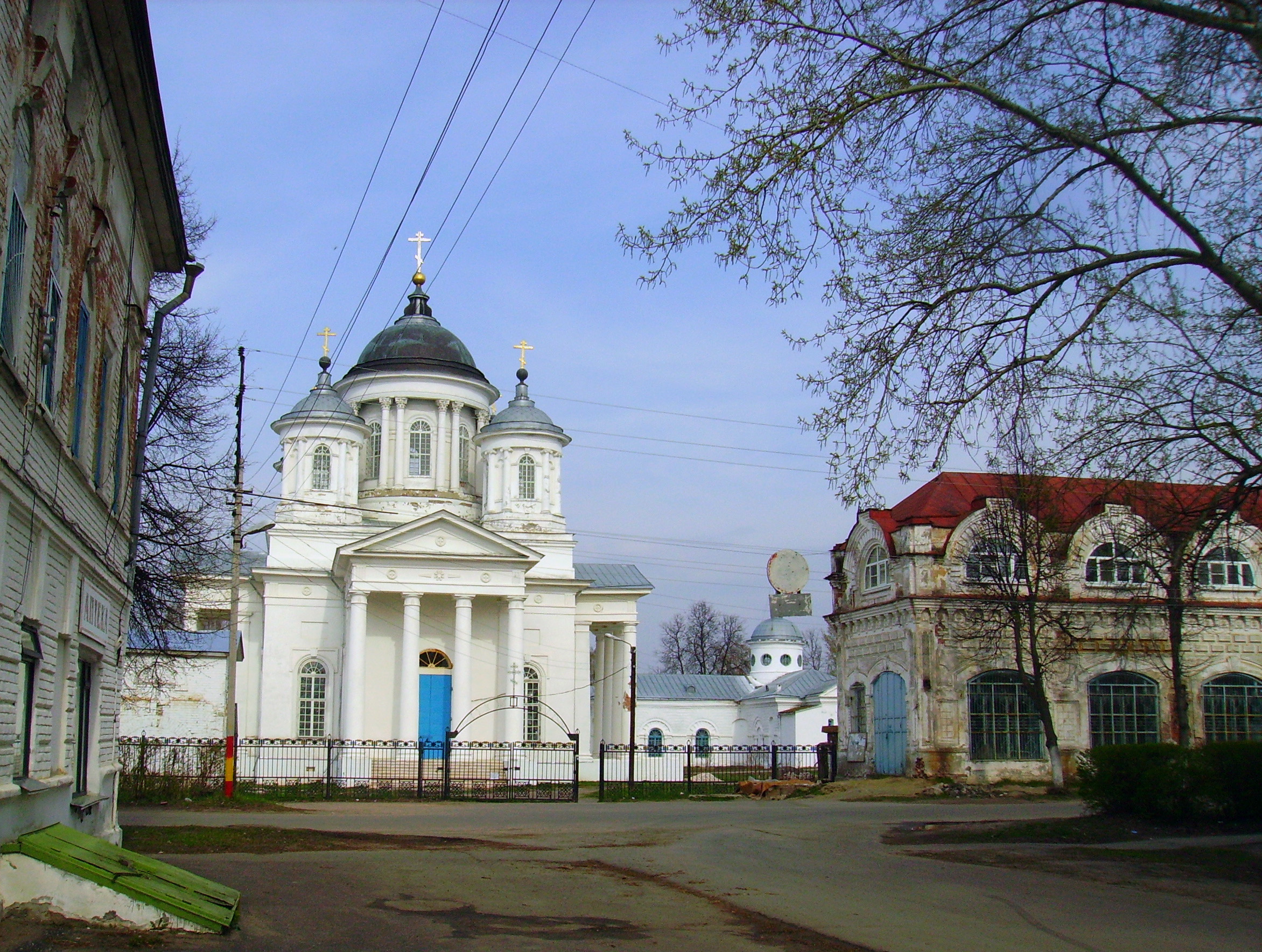
Вознесенская церковь
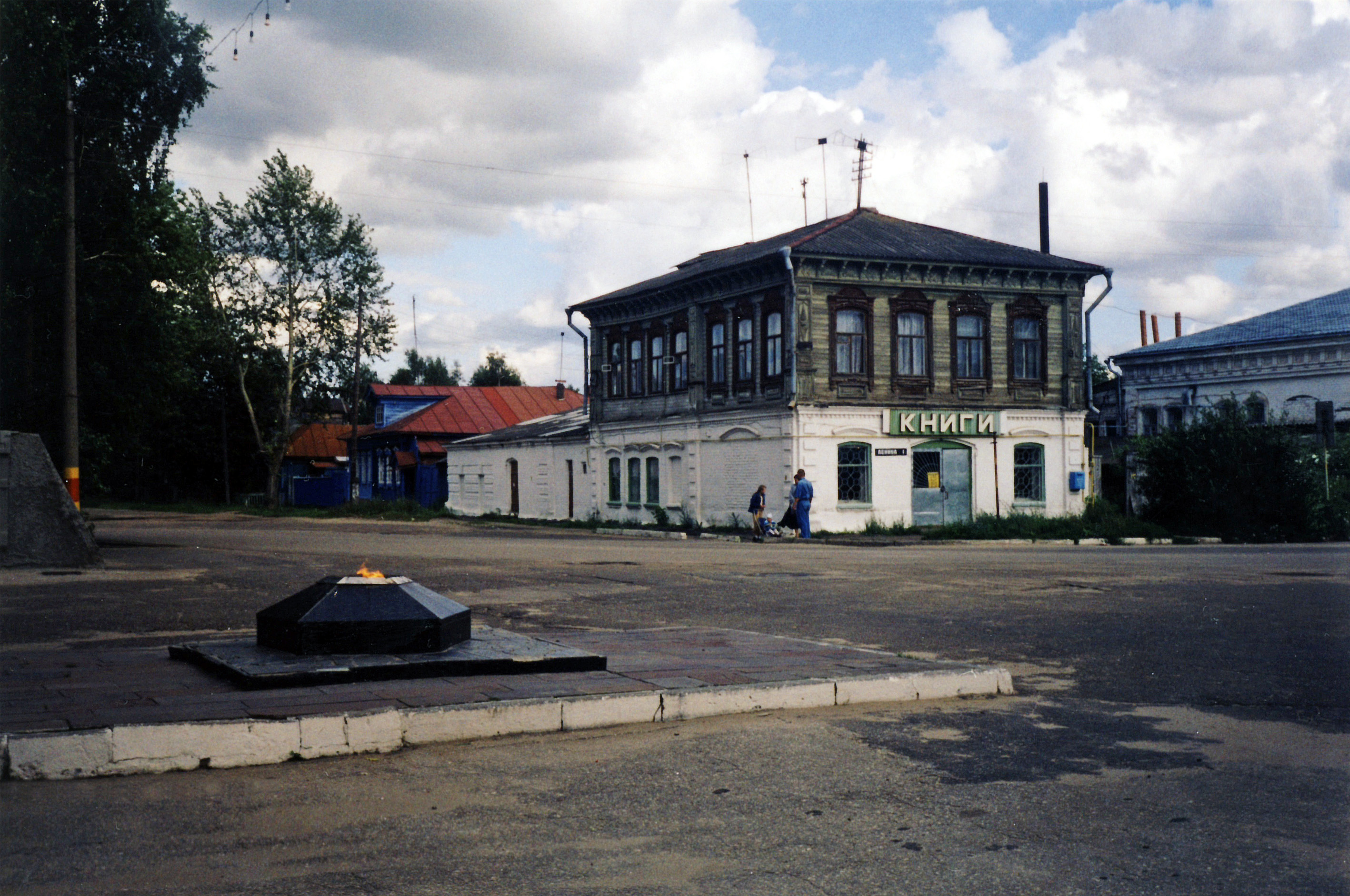
На улице города